# Heřmanov (ort i Tjeckien, Ústí nad Labem)
Heřmanov är en ort i Tjeckien.   Den ligger i regionen Ústí nad Labem, i den norra delen av landet, 70 km norr om huvudstaden Prag. Heřmanov ligger 286 meter över havet och antalet invånare är 485.
Terrängen runt Heřmanov är huvudsakligen kuperad, men söderut är den platt. Runt Heřmanov är det ganska glesbefolkat, med 43 invånare per kvadratkilometer. Närmaste större samhälle är Ústí nad Labem, 19,6 km väster om Heřmanov. Omgivningarna runt Heřmanov är en mosaik av jordbruksmark och naturlig växtlighet.